# Turmalina
Turmalina (рус. Турмалин) — третий студийный альбом уругвайской певицы и актрисы Наталии Орейро, выпущенный 1 июня 2002 года. Кроме того, это её первый испаноязычный альбом с 2000 года.

## Об альбоме
Turmalina был спродюсирован латиноамериканским продюсером Кике Сантандером и отражает важный шаг вперёд в музыкальной карьере Наталии Орейро. Альбом был записан в США, в середине мирового турне певицы. Наталия в течение нескольких месяцев путешествовала со своими музыкантами из России в Майами, из Майами в Прагу, из Праги в Бухарест, из Бухареста в Майами. Turmalina представляет собой сочетание таких жанров, как рок, поп, а также звучание, напоминающее музыку 70-х и 80-х годов. Он также сочетает в себе элементы Мурги, Кандомба и баллад. В альбоме присутствуют аранжировки гитарных и ударных инструментов, сделанные уругвайским музыкантом Хайме Руса.
Орейро написала слова и музыку к некоторым песням альбома: Alas de libertad («Крылья свободы») вдохновлена детьми, с которыми она встречалась несколько лет назад в аргентинском городе Жужуй; Mar («Море») рассказывает историю любви между матросом и его подругой. Наталия также написала слова к песне Cayendo («Падаю»).
Que Digan Lo Que Quieran («Пусть говорят что хотят») — первый сингл альбома Turmalina. Песня Cuesta arriba, cuesta abajo («В гору, под гору») вошла в саундтрек теленовеллы «Качорра». Альбом был одновременно выпущен в Аргентине, Чили, Уругвае, Чехии, России, Венгрии, Греции, Румынии, Израиле и Корее. По всему миру было продано почти 1.800.000 копий альбома.

## Список композиций
| №   | Название                                                  | Текст песни                                    | Музыка                                    | Длительность |
| --- | --------------------------------------------------------- | ---------------------------------------------- | ----------------------------------------- | ------------ |
| 1.  | «No soporto» (рус. Не выношу)                             | Андрес Мунера, Фернандо «Тоби» Тобон           | А. Мунера, Ф. Тобон                       | 3:26         |
| 2.  | «Que digan lo que quieran» (рус. Пусть говорят что хотят) | Кике Сантандер                                 | К. Сантандер                              | 3:55         |
| 3.  | «Amor fatal» (рус. Роковая любовь)                        | Хосе Луис Аррояве, Джовани Корреа              | Х. Л. Аррояве, Д. Корреа                  | 3:06         |
| 4.  | «Alas de libertad» (рус. Крылья свободы)                  | Наталия Орейро                                 | Н. Орейро, Марсело Венгровски             | 4:12         |
| 5.  | «Canto canto» (рус. Пою, пою)                             | К. Сантандер, Густаво Сантандер, Х. Л. Аррояве | К. Сантандер, Г. Сантандер, Х. Л. Аррояве | 3:25         |
| 6.  | «Cayendo» (рус. Падаю)                                    | Н. Орейро                                      | Хосе Гавириа, А. Мунера, Ф. Тобон         | 3:07         |
| 7.  | «Por verte otra vez» (рус. Чтобы увидеть тебя ещё раз)    | К. Сантандер                                   | К. Сантандер                              | 3:26         |
| 8.  | «Cuesta arriba, cuesta abajo» (рус. В гору, под гору)     | Коти Сорокин, Матиас Сорокин                   | К. Сорокин, М. Сорокин                    | 3:40         |
| 9.  | «No va más» (рус. Довольно)                               | Тулио Кремесини, К. Сантандер, Г. Сантандер    | Т. Кремесини, К. Сантандер, Г. Сантандер  | 3:13         |
| 10. | «Pasión Celeste» (рус. Страсть «селесте»)                 | Хайме Роос, Рауль Кастро                       | Х. Роос, Р. Кастро                        | 3:39         |
| 11. | «Mar» (рус. Море)                                         | Н. Орейро                                      | Н. Орейро                                 | 4:09         |

## Чарты

### Сингловые
| Год  | Сингл                       | Позиция | Позиция   | Позиция | Позиция | Позиция | Позиция |
| Год  | Сингл                       | Польша  | Аргентина | Россия  | Чехия   | Испания |         |
| ---- | --------------------------- | ------- | --------- | ------- | ------- | ------- | ------- |
| 2002 | Cuesta arriba, cuesta abajo | 17      | 19        | 1       | 11      | 15      |         |
| 2002 | Que digan lo que quieran    | 2       | 1         | 1       | 5       | 5       |         |

## Сертификации
| Регион | Сертификация | Продажи |
| ------ | ------------ | ------- |
| Чехия  | Золотой      | 10,000  |

## История релиза
| Регион          | Дата             | Лейбл                   |
| --------------- | ---------------- | ----------------------- |
| 1 июня 2002     | Аргентина        | BMG Ariola Argentina    |
| 13 октября 2003 | Республика Чехия | Sony BMG Czech Republic |